# Burg Gerzensee
Die Burg Gerzensee oder „Festi“ ist eine abgegangene mittelalterliche Höhenburg aus dem 13. Jahrhundert oberhalb des Dorfes auf einem Hügel in der Gemeinde Gerzensee im Kanton Bern.

## Geschichte
Die Burg, das Dorf und das Gericht Gerzensee waren zwischen 1230 und 1290 im Besitz der Freiherren von Kramburg. Um 1300 wurde die Herrschaft unter Heinrich von Kramburg, Ulrich von Gysenstein und Niklaus Neunhaupt aufgeteilt. Ab 1327 wurde auch Johann der Jüngere von Bubenberg Mitbesitzer. 1350 übernahm der Ritter Werner von Resti den Besitzanteil der von Kramburg. Nach dem Brand von 1518, der die Burg komplett zerstörte, wurde am Fuss des Festi-Hügels das Alte Schloss Gerzensee erbaut. Der Burgstall zeigt keine Reste mehr.